# Archytas (djur)
Archytas är ett släkte av tvåvingar. Archytas ingår i familjen parasitflugor.

## Bildgalleri

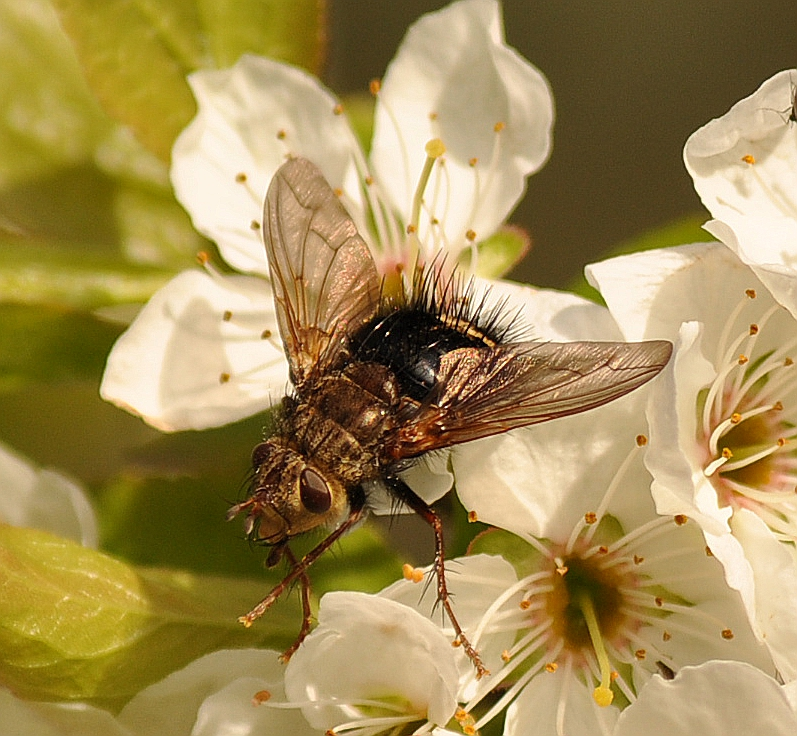
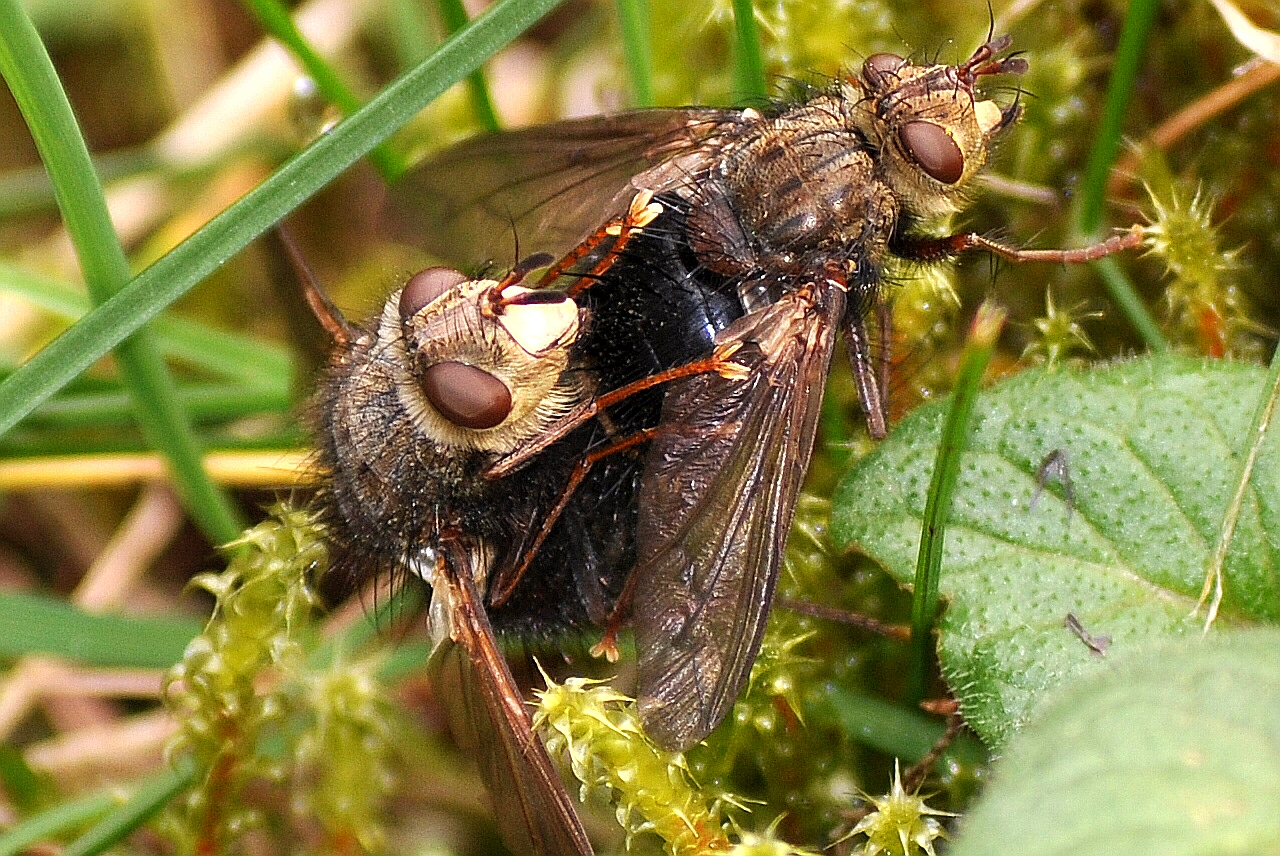
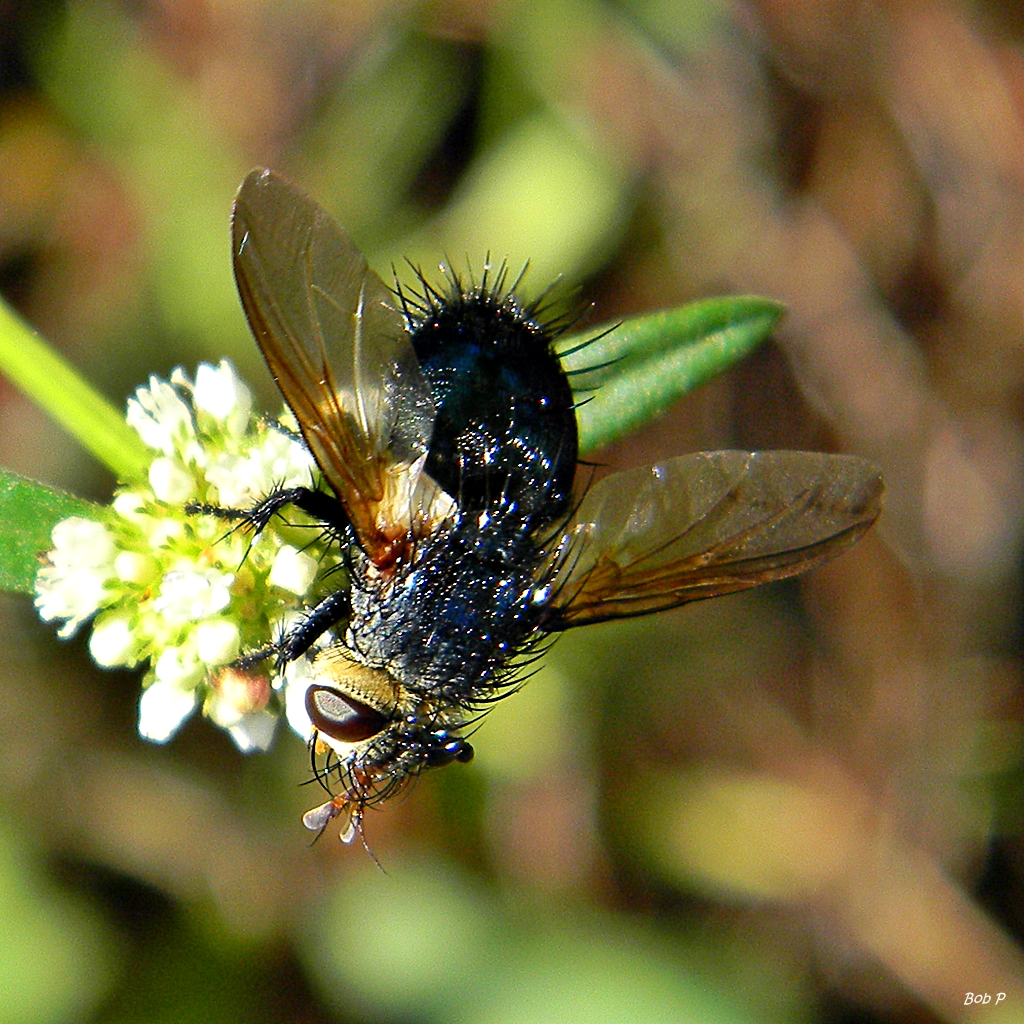
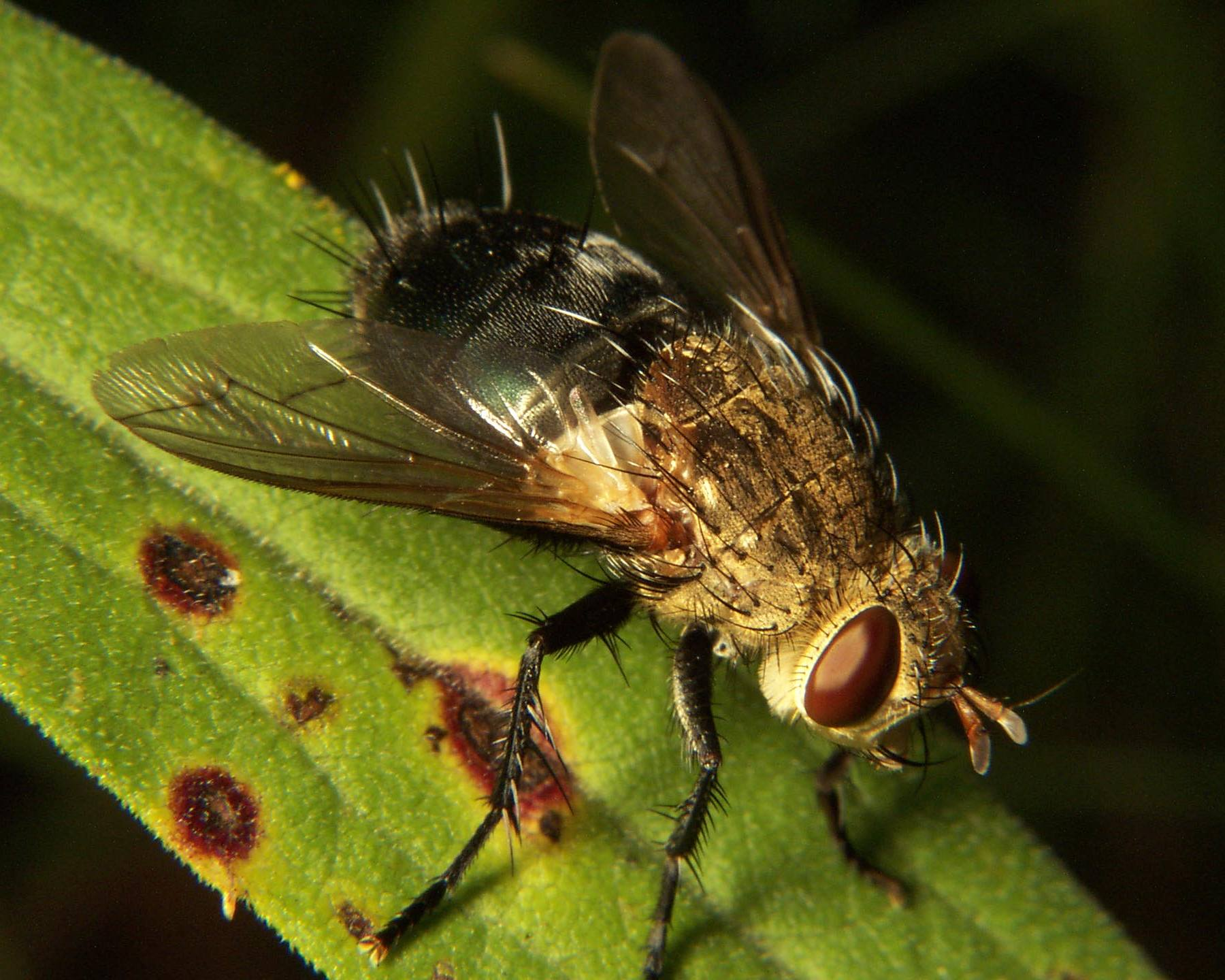

## Dottertaxa tillArchytas, i alfabetisk ordning[1]
- Archytas aberrans
- Archytas albiceps
- Archytas amethystinus
- Archytas analis
- Archytas angrensis
- Archytas apicifer
- Archytas araujoi
- Archytas arnaudi
- Archytas aterrimus
- Archytas aurifrons
- Archytas australis
- Archytas basifulvus
- Archytas bennetti
- Archytas biezankoi
- Archytas bruchi
- Archytas californiae
- Archytas caroniensis
- Archytas carrerai
- Archytas cirphis
- Archytas convexiforceps
- Archytas crucius
- Archytas daemon
- Archytas damippus
- Archytas diaphanus
- Archytas dissimilis
- Archytas dissimiloides
- Archytas divisus
- Archytas duckei
- Archytas dux
- Archytas flavifacies
- Archytas flavifrons
- Archytas frenguellii
- Archytas frontalis
- Archytas fulviventris
- Archytas giacomellii
- Archytas goncalvesi
- Archytas hiemalis
- Archytas inambaricus
- Archytas incertus
- Archytas infumatus
- Archytas infuscatus
- Archytas innovatus
- Archytas instabilis
- Archytas intritus
- Archytas jurinoides
- Archytas lanei
- Archytas lateralis
- Archytas lenkoi
- Archytas leschenaldi
- Archytas lobulatus
- Archytas lopesi
- Archytas marmoratus
- Archytas metallicus
- Archytas misionensis
- Archytas neptilucus
- Archytas nigriventris
- Archytas nigrocalyptratus
- Archytas nitidus
- Archytas nivalis
- Archytas nonamensis
- Archytas palliatus
- Archytas pearsoni
- Archytas pernox
- Archytas perplexa
- Archytas peruanus
- Archytas piarconensis
- Archytas pilifrons
- Archytas pilosus
- Archytas platonicus
- Archytas productus
- Archytas prudens
- Archytas pseudodaemon
- Archytas purseglovei
- Archytas rufiventris
- Archytas russatus
- Archytas sabroskyi
- Archytas sanctaecrucis
- Archytas scutellatus
- Archytas seabrai
- Archytas seminiger
- Archytas setifacies
- Archytas shannoni
- Archytas sibillans
- Archytas smaragdinus
- Archytas thompsoni
- Archytas townsendi
- Archytas translucens
- Archytas travassosi
- Archytas trinitatis
- Archytas unguis
- Archytas wagneri
- Archytas varicornis
- Archytas vernalis
- Archytas vexor
- Archytas willistoni
- Archytas zikani